# 大西義久
大西 義久（おおにし よしひさ、1948年（昭和23年） - 2024年3月4日）は、広島県出身の銀行家。日本銀行人事局長、セントラル短資代表取締役社長等を務めた。2024年3月4日夕刻、入浴中に急逝。

## 経歴
広島県広島市生まれ。1971年東京大学法学部卒業、日本銀行入行。1977年香港大学留学。1981年外務省在中華人民共和国日本国大使館出向。1988年日本銀行ロンドン駐在参事付パリ駐在。1991年日本銀行国際局為替課長。1993年日本銀行岡山支店長。1995年日本銀行国際局次長。1996年日本銀行香港駐在参事。1999年日本銀行情報サービス局長。2000年日本銀行人事局長。2001年金融情報システムセンター理事。2007年セントラル短資代表取締役社長。2018年旭日小綬章受章。2020年東銀リース取締役。

## 著書
- 『アジア通貨危機 : 香港からの報告』日本経済新聞社 1999年
- 『円と人民元 : 日中共存へ向けて』中公新書ラクレ 2003年
- 『アジア共通通貨 : 実現への道しるべ』蒼蒼社 2005年
- 『現代中国の実相 : 引っ越しできない日本の視点から』桜美林大学北東アジア総合研究所 2007年
- 『東アジア共同体を考える』（浦田秀次郎, 渡辺利夫, 石川幸一, 西澤正樹と共著）亜細亜大学アジア研究所 2009年